# Kōauau
De kōauau (uitspraak: kaw-oh-oh) is een fluit van de Maori. Het instrument is tien tot twintig centimeter lang, aan beide kanten open en heeft meestal drie vingergaten, hoewel sommige varianten er meer hebben. Kōauau worden meestal gemaakt van hout en botten van dieren, vooral van grote vogels, zoals de albatros, en vroeger ook van menselijke botten.
De kōauau wordt bespeeld door over het gat aan de bovenkant heen te blazen, hoewel het soms ook als een neusfluitje wordt bespeeld. Door de muziek van de kōauau kunnen bespelers contact krijgen met vogels, die in het geloof van de Maori een belangrijke plaats innemen. Ook wordt de kōauau bespeeld bij geboortes en als iemand sterft.